# Путные бояре
Путные бояре или путники — в России XIV—XVI вв. бояре, управлявшие хозяйством (путями) дворов великих и удельных князей. 
Занимали отдельные хозяйственные и административные должности при княжеском дворе, такие, например, как постельничий, конюший, сокольничий и др. В документах писались как конюший с путём, постельничий с путём и так далее.
За исполнение должности жаловались вотчинами и в течение всего периода службы (а иногда и пожизненно) выделялось то или иное кормление. Названия должностей закрепились в виде парадно-церемониальных придворных званий. Сословие складывалось параллельно с процессом усиления княжеской власти, начиная примерно с конца XIII века — начала XIV века. Путные бояре не заменяли собой аппарат княжеских тиунов и наместников, но подобно первым могли исправлять хозяйственное управление на местах, а подобно вторым обладали судебными функциями в пределах их вотчинных владений.